# Diocesi di Colonnata
La diocesi di Colonnata (in latino: Dioecesis Columnatensis) è una sede soppressa e sede titolare della Chiesa cattolica.

## Storia
Colonnata, identificabile con Khemisti nella provincia di Tissemsilt in Algeria, è un'antica sede episcopale della provincia romana della Mauritania Cesariense.
Unico vescovo conosciuto di questa diocesi africana è Marziale, il cui nome appare al 12º posto nella lista dei vescovi della Mauritania Cesariense convocati a Cartagine dal re vandalo Unerico nel 484; Marziale, come tutti gli altri vescovi cattolici africani, fu condannato all'esilio.
Dal 1933 Colonnata è annoverata tra le sedi vescovili titolari della Chiesa cattolica; dal 24 ottobre 1975 il vescovo titolare è Karl Josef Romer, segretario emerito del Pontificio consiglio per la famiglia.

## Cronotassi

### Vescovi residenti
- Marziale † (menzionato nel 484)

### Vescovi titolari
- Francesco Roberti † (5 aprile 1962 - 19 aprile 1962 dimesso)
- Enrique Alvear Urrutia † (4 marzo 1963 - 7 giugno 1965 nominato vescovo di San Felipe)
- Marcial Augusto Ramírez Ponce † (31 marzo 1967 - 15 aprile 1970 nominato vescovo di La Guaira)
- Pablo Correa León † (27 luglio 1970 - 22 dicembre 1970 dimesso)
- Francisco Raúl Villalobos Padilla † (4 maggio 1971 - 4 ottobre 1975 nominato vescovo di Saltillo)
- Karl Josef Romer, dal 24 ottobre 1975